# Inbreed Open Air Metal Festival
Inbreed Open Air Metal Festival, eller I:O:A, var en årlig festival med gratis inträde som ägde rum i centrala Uppsala. Festivalen drevs helt utan vinstsyfte, och överlevde endast på frivilliga donationer samt genom att sälja sin egen merch. Den arrangerades första gången 2012 och hölls sedan årligen i augusti, fram till 2015 då en stor samarbetspartner oväntat drog sig ur. De två första åren anordnades festivalen i Danmark, Uppsala kommun, men flyttades 2014 till Grindstugan - detta på grund av önskan att hamna mer centralt  , samt den kraftiga tillväxten av besökare; från 40 besökare första året till 200 andra året, vilket 2014 utökades ytterligare från en endagsfestival till en tvådagarsfestival med sammanlagt 700 besökare.
Genremässigt riktade sig festivalen till hårdrock- och metalscenen, och hade som mål att boka så brett som möjligt inom dessa ramar, med målsättningen att varje år kunna representera en stor variation av akter inom death metal, black metal, thrash metal, glamrock, heavy metal, progressiv metal, NWOBHM, etc. Tidigare har både svenska och internationella akter som Sectu, Ravenblood, Irrbloss, Goatsodomizer, Die Hard, Summoned Tide, Loch Vostok, Assblaster och husbandet inaüdible spelat på festivalen. 
Festivalen fick ett mycket positivt mottagande av både media och gäster, och hade en väldigt bred publik i varierande åldrar (cirka 18-70). 

## Boende
Inbreed Open Air höll efter 2014 ingen egen camping. Under tidigare år bodde en stor del av de personer som besökte festivalen på campingen som ställdes i ordning i närheten, men i samband med flytten till Grindstugan fanns ingen campingplats tillgänglig. Besökare har sedan dess bott på parkeringen i bil, husvagn, och husbil, samt på grund av det centrala läget på vandrarhem i centrala Uppsala.